# テイオウゼミ
テイオウゼミ（帝王蝉、帝王蟬　Megapomponia imperatoria）はセミの一種。世界最大のセミである。
かつてはインドから東南アジアにかけて広く分布するとされていたが、実際の分布域はマレー半島のみで、それ以外の地域に生息するのは同属の別種であると考えられている。

## 特徴
体長7センチメートル、翼開長20センチメートルを超える個体もいる。
身体は赤く、翅は透明である。身体が大きい分、鳴き声もセミの中では大きいが、ヒグラシよりやや低音で「ファー！」と連続して鳴く。死後は身体の赤みはやや薄れ、オレンジ色に近い色合いになる。

## 分布
マレー半島山間部に生息し、キャメロンハイランド周辺にも生息している。
夜間にも活動し、灯火に飛来してきて、標本用などにそうした個体が捕獲されている。

## 画像

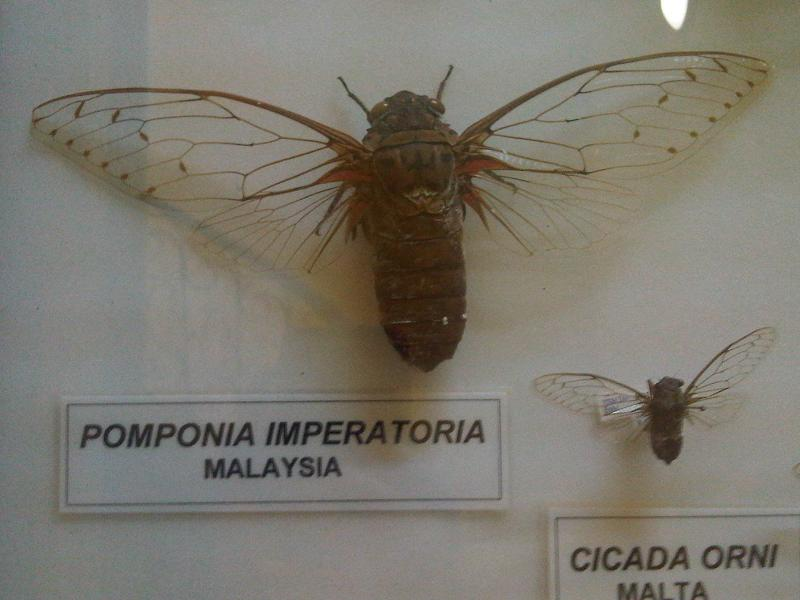
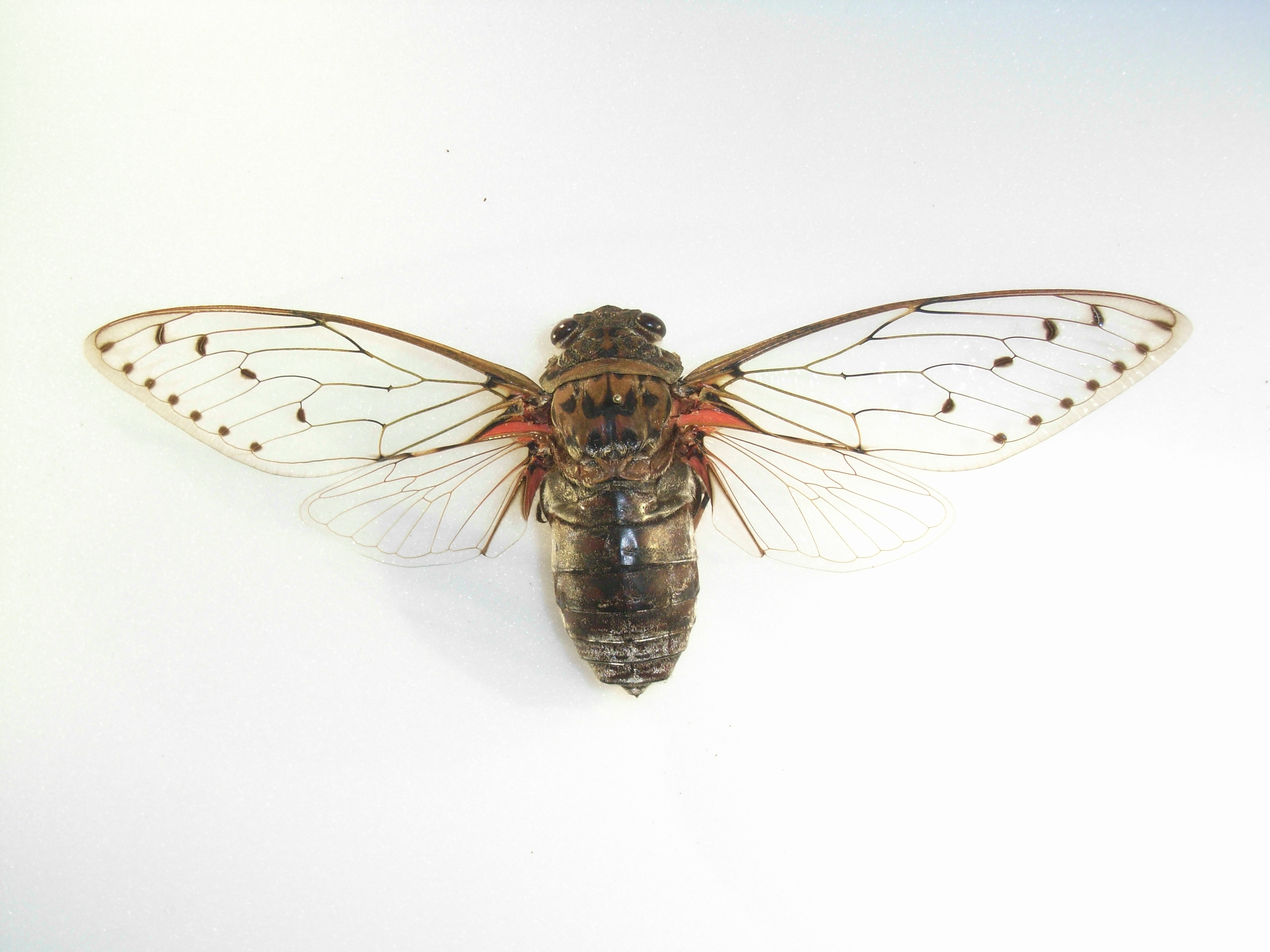

## 近縁種
クロテイオウゼミ Megapomponia merula
ボルネオに生息する。テイオウゼミよりもやや小さく、名前通り黒みが強い体色となる。